# Llista de muntanyes de l'Anoia

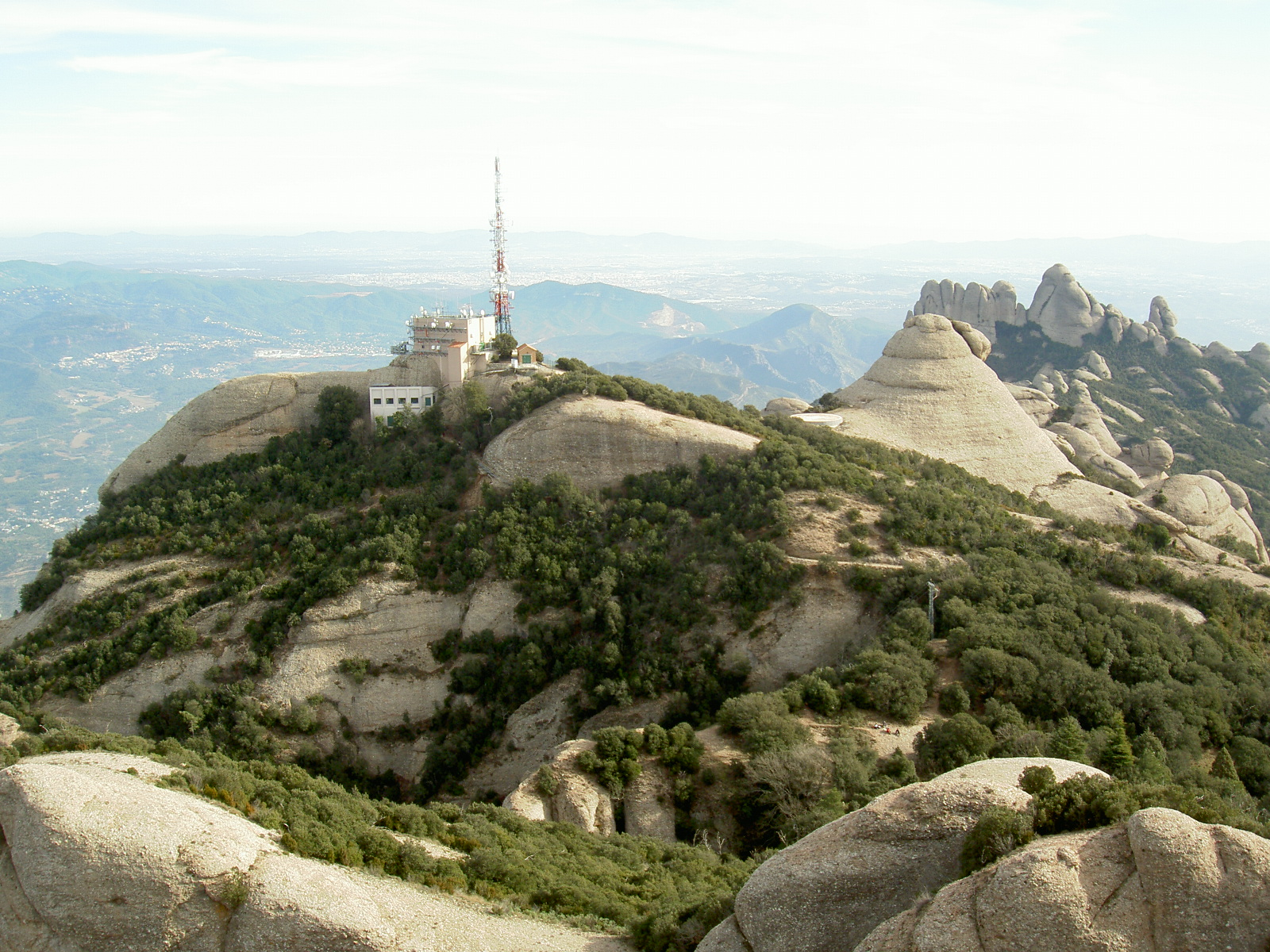
Vista de Sant Jeroni (1.236,4) Montserrat. El cim més alt de l'Anoia.

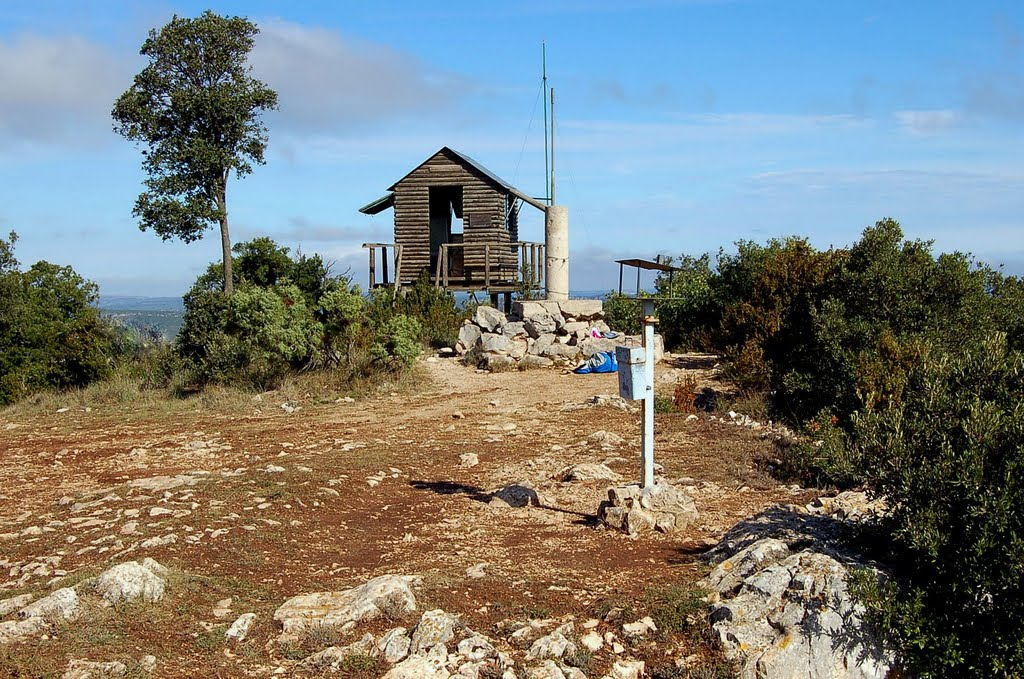
Cim del Puig Castellar (943,3 m). El cim més alt de la Serra de La Llacuna.

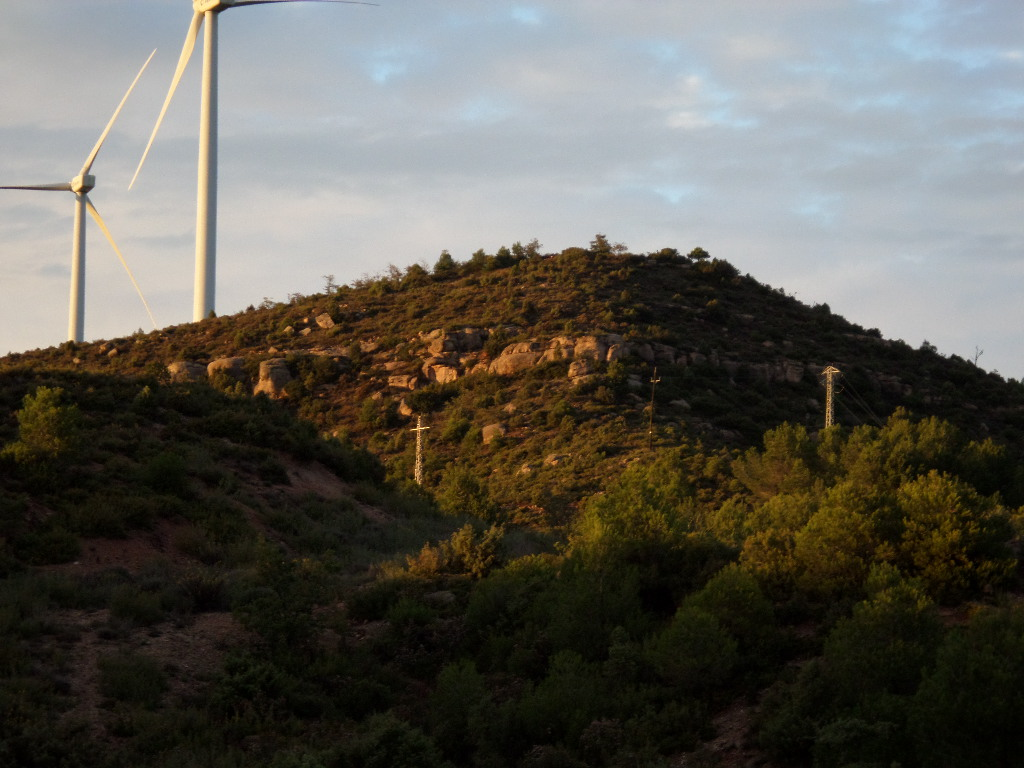
La Còpia de Palomes (837m), el cim més alt de la Serra de Rubió.

Aquesta és la llista de muntanyes de la comarca catalana de l'Anoia. Estan ordenades de més a menys alçada. Els cims més alts són els de Montserrat, seguits entre altres per la Serra de la Llacuna, la Serra de Rubió, la Serra de Castelltallat, la Serra de Miralles (Bellprat), la Serra del Bruc i finalitzant a la Conca d'Òdena, que és on s'hi troben els cims de menys alçada d'aquesta comarca central de Catalunya.
| Nom                         | Municipi                   | Unitat de relleu       | Altura    |
| --------------------------- | -------------------------- | ---------------------- | --------- |
| Sant Jeroni                 | El Bruc                    | Montserrat             | 1.237,6 m |
| Roca Plana dels Llamps      | El Bruc                    | Montserrat             | 1.163,0 m |
| Montgròs                    | El Bruc                    | Montserrat             | 1.133,2 m |
| El Cilindre                 | El Bruc                    | Montserrat             | 1.101,0 m |
| La Bola de la Partió        | El Bruc                    | Montserrat             | 1037,7 m  |
| La Bitlla                   | El Bruc                    | Montserrat             | 1015,0 m  |
| La Pelada                   | El Bruc                    | Montserrat             | 948,7 m   |
| Puig Castellar              | La Llacuna                 | Serra de La Llacuna    | 943,3 m   |
| Roca Petita de la Portella  | El Bruc                    | Montserrat             | 933,0 m   |
| Puig de Solanes             | La Llacuna                 | Serra de La Llacuna    | 914,0 m   |
| Miranda de les Agulles      | El Bruc                    | Montserrat             | 911,0 m   |
| El Grony                    | Bellprat                   | Serra del Pany         | 883,9 m   |
| Cingle de les Casesvelles   | La Llacuna                 | Serra de la Llacuna    | 878,4 m   |
| Grony de Miralles           | Santa Maria de Miralles    | Serra de Miralles      | 865, 5 m  |
| La Palomera                 | El Bruc                    | Montserrat             | 851,2 m   |
| Turó de Boixadors           | Sant Pere Sallavinera      | Serra de Castelltallat | 847,5 m   |
| Roques de la crida          | La Llacuna                 | Serra de la Llacuna    | 845,4 m   |
| Còpia de Palomes            | Rubió                      | Serra de Rubió         | 837,5 m   |
| Les Tres Alzines            | Rubió                      | Serra de Rubió         | 831,1 m   |
| Turó de Pixallits           | Santa Maria de Miralles    | Serra de Miralles      | 824,3 m   |
| Roca de Castellà            | Bellprat                   | Serra del Pany         | 807,9 m   |
| La Ferriola                 | Sant Martí de Tous         | Serra de Miralles      | 792,8 m   |
| Castellferran               | El Bruc                    | Montserrat             | 791,0 m   |
| Punta de Coma-roques        | Sant Martí de Tous         | Serra de Miralles      | 783,3 m   |
| L'Avellanet                 | Rubió                      | Serra de Rubió         | 782,2 m   |
| Morrocurt                   | Rubió                      | Serra de Rubió         | 750,9 m   |
| Tossal d'en Roca            | Pujalt                     | Serra de Pujalt        | 749,3 m   |
| Montgrès                    | Veciana                    | Altiplà de la Segarra  | 743,0 m   |
| Tossal Petit                | Pujalt                     | Serra de Pujalt        | 742,3 m   |
| Puig de Bou                 | Bellprat                   | Serra de Pinyol        | 737,4 m   |
| Pujol d'Orpinell            | La Llacuna                 | Serra de la Llacuna    | 736,4 m   |
| Turó de la Vinya Vella      | Santa Maria de Miralles    | Serra de Miralles      | 735,8 m   |
| Puig de Sant Miquel         | Rubió                      | Serra de Rubió         | 733,0 m   |
| Turó d'Esperanius           | Bellprat                   | Serra de Pinyol        | 730,2 m   |
| Turó de Cantacorbs          | La Llacuna                 | Serra de la Llacuna    | 728,7 m   |
| La Talaia                   | Bellprat                   | Serra de Pinyol        | 727,3 m   |
| Turó del Solà               | Santa Maria de Miralles    | Serra de Miralles      | 723,3 m   |
| Turó de Maçana              | Rubió                      | Serra de Rubió         | 702,9 m   |
| Roca Plana                  | Veciana                    | Altiplà de la Segarra  | 702,5 m   |
| Serral de la Bullida        | La Llacuna                 | Serra de la Llacuna    | 700,2 m   |
| Turó de l'Avellana          | Castellolí                 | Conca d'Òdena          | 687,0 m   |
| Fembra Morta                | Castellolí                 | Conca d'Òdena          | 685,0 m   |
| Tossal del Manco            | Els Prats de Rei           | Altiplà de la Segarra  | 683,7 m   |
| Malgraó                     | El Bruc                    | Montserrat             | 683,5 m   |
| Turó de Can Fonts           | La Llacuna                 | Serra de la Llacuna    | 607,2 m   |
| El Tamarell                 | Pujalt                     | Serra de Pujalt        | 680,0 m   |
| Tossal de la Pesseta        | Sant Martí Sesgueioles     | Altiplà de la Segarra  | 675,8 m   |
| Turó de la Creu d'en Mabres | Castellolí                 | Conca d'Òdena          | 674,3 m   |
| Turó de Mas Capell          | Santa Margarida de Montbui | Conca d'Òdena          | 661,0 m   |
| Turó de Ca l'Erota          | Sant Martí de Tous         | Conca d'Òdena          | 635,9 m   |
| Turó dels Rogers            | Rubió                      | Serra de Rubió         | 627,7 m   |
| Puig d'Aguilera             | Òdena                      | Conca d'Òdena          | 625,7 m   |
| Turó de Can Vidal           | Santa Margarida de Montbui | Conca d'Òdena          | 624,0 m   |
| Tossa de Montbui            | Santa Margarida de Montbui | Conca d'Òdena          | 620,5 m   |
| La Guinardera               | Sant Martí de Tous         | Conca d'Òdena          | 616,5 m   |
| Punta del Beneïdor          | Santa Margarida de Montbui | Conca d'Òdena          | 615,0 m   |
| Turó d'en Marranet          | Piera                      | Conca d'Òdena          | 589,2 m   |
| Turó del Gall               | La Torre de Claramunt      | Conca d'Òdena          | 582,9 m   |
| El Serralet                 | Santa Margarida de Montbui | Conca d'Òdena          | 578,6 m   |
| Puig del Francolí           | Castellolí                 | Conca d'Òdena          | 576,9 m   |
| La Macarulla                | La Torre de Claramunt      | Conca d'Òdena          | 565,3 m   |
| Turó del Felício            | La Torre de Claramunt      | Conca d'Òdena          | 552,6 m   |
| Turó de Dalt la Maça        | la Pobla de Claramunt      | Conca d'Òdena          | 552,1 m   |
| Turó de Viladés             | Òdena                      | Serra de les Maioles   | 551,3 m   |
| Turó de la Casa Blanca      | La Torre de Claramunt      | Conca d'Òdena          | 526,3 m   |
| Turó de la Monja            | Castellolí                 | Conca d'Òdena          | 514,6 m   |
| El Catarro                  | Castellolí                 | Conca d'Òdena          | 496,7 m   |
| Turó dels Forns de Calç     | Torre de Claramunt         | Conca d'Òdena          | 472,3 m   |
| La Roureda                  | Santa Margarida de Montbui | Conca d'Òdena          | 457,6 m   |
| L'Astor                     | La Pobla de Claramunt      | Conca d'Òdena          | 428,6 m   |
| Collet del Burrisquet       | Òdena                      | Serra de les Maioles   | 427,7 m   |
| Turó de la Mel              | Castellolí                 | Conca d'Òdena          | 403,7 m   |
| Turó de les Guixeres        | Igualada                   | Serra de les Maioles   | 403,3 m   |
| Pujol de la Guàrdia         | La Pobla de Claramunt      | Conca d'Òdena          | 384,1 m   |
| Roca Cagalera               | La Pobla de Claramunt      | Conca d'Òdena          | 383,6 m   |
| Castellet                   | Piera                      | Conca d'Òdena          | 360,6 m   |
| El Pujol                    | Piera                      | Conca d'Òdena          | 285,3 m   |

## Vegeu també

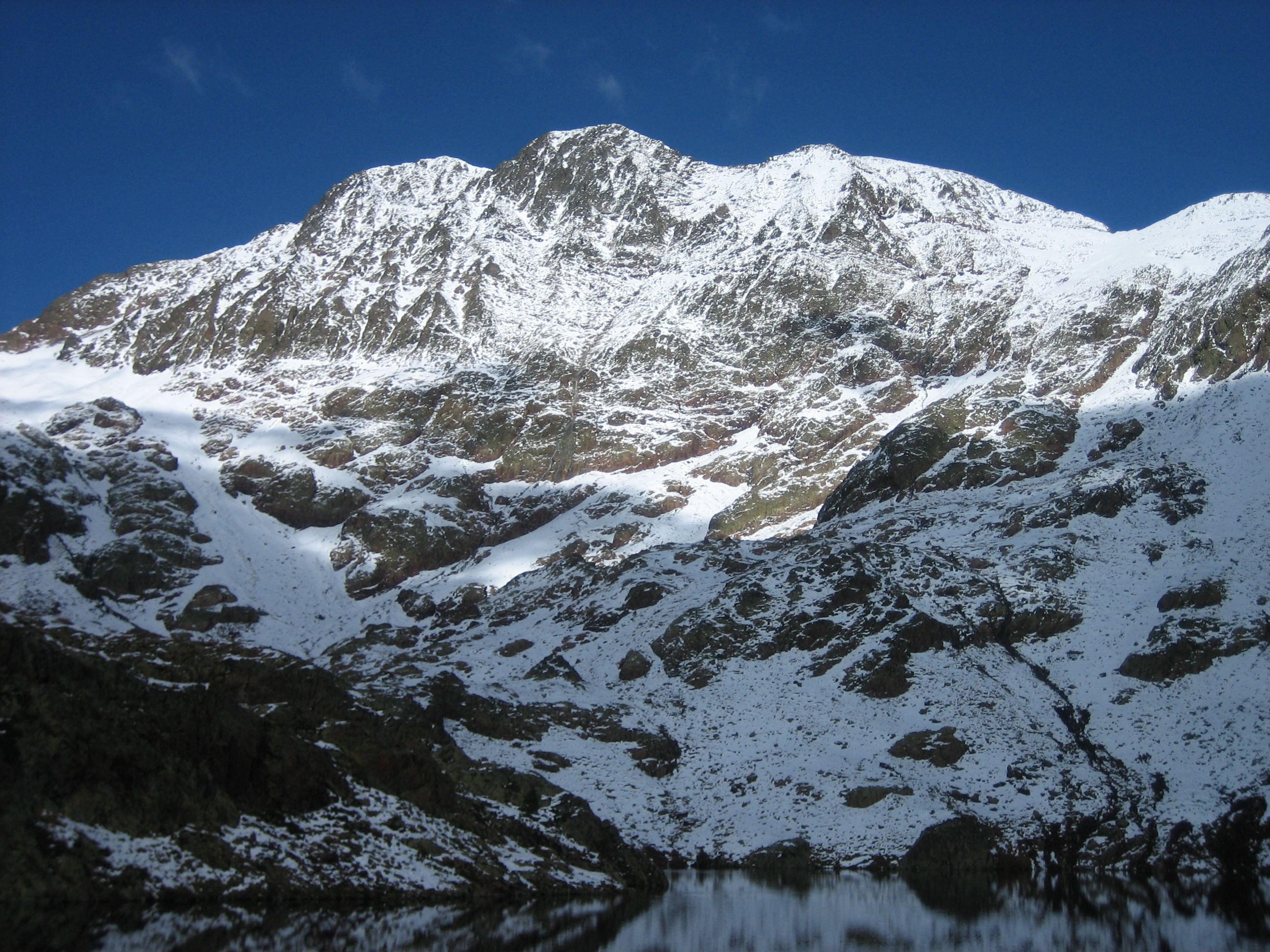
La Pica d'Estats (3.143m), el cim més alt de Catalunya.